# 大日本帝国陆军方面军
大日本帝国陸軍方面軍（だいにほんていこくりくぐんほうめんぐん）是大日本帝国陸軍的一种军事单位编制。

## 概述
中日战争开战以前尚有朝鮮軍、台湾軍、関東軍、支那駐屯軍四支军队，尚未有设置称为方面軍的单位。
1937年（昭和12年）7月7日，盧溝橋事件爆发，8月31日随着支那駐屯軍改编为第1軍，以華北西部为作战地域设立第2軍，在这些部队的基础上所整编生成的北支那方面軍是为大日本帝国陸軍最早的方面軍。
之后，同年11月7日设立中支那方面軍，1940年（昭和15年）2月9日设立南支那方面軍，太平洋战争开战之前撤编，太平洋战争开战時被称为方面軍的仅存有北支那方面軍。
但是随着战事的激烈化，方面軍也不断增设，直至终战時存在有17支。

軍隊符号以HA即1HA（第1方面軍）、2HA（第2方面軍）等标示与軍相区别。司令官由陸軍大将或者中将親補。

## 方面军列表
- 北支那方面军 - 中支那方面军 - 中支那派遣军 - 南支那方面军
- ビルマ方面军
- 第1方面军
- 第2方面军
- 第3方面军
- 第5方面军
- 第6方面军
- 第7方面军
- 第8方面军
- 第10方面军
- 第11方面军
- 第12方面军
- 第13方面军
- 第14方面军
- 第15方面军
- 第16方面军
- 第17方面军
- 第18方面军